# Ward Volckaert
Eduard Volkaert (né le 16 février 1919 à Breda, et mort le 16 juin 1996 à Anvers ), surnommé Ward Volkaert, est un entraîneur de football belge. Il dirige trois équipes différentes en première division belge durant les années 1960 et 1970, Saint-Trond, Beveren et Boom.

## Carrière
Ward Volkaert entraîne pour la première fois en Division 1 avec Saint-Trond lors de la saison 1966-1967.  Il dirige le club durant deux saisons puis il prend la succession de Guy Thys au SK Beveren-Waes. Pour sa première saison à la tête du club waeslandien, il termine à la cinquième place du classement général, permettant ainsi à l'équipe de se qualifier pour la première fois de son histoire pour la Coupe des villes de foires. Mais deux ans plus tard, les résultats ne sont pas à la hauteur et le club termine dernier, une place synonyme de relégation en Division 2. Ward Volkaert quitte alors le club.
En 1976, il prend en mains la destinée du K Boom FC, qui évolue en deuxième division. Pour sa première saison au club, il remporte le titre de champion, ce qui permet à Boom de remonter en première division pour la première fois depuis près de trente ans. Ce retour est toutefois de courte durée, le club termine dernier et est relégué après une seule saison au plus haut niveau. Ward Volckaert est démis de ses fonctions et n'entraînera plus ensuite à un haut niveau.

## Décédé
Il est mort après avoir été pris avec son épouse par un camion qui ne les avait pas vus, près de London Bridge, et est décédé instantanément.